# Nagrade Princesa de Asturias
Nagrade Princesa de Asturias (do leta 2014 Nagrade Príncipe de Asturias)  nagrajujejo znanstveno, tehnično, kulturno in socialno delo posameznikov, skupin ali institucij v mednarodnem okolju, s poudarkom na hispanoameriškem področju.
Oktobra 2014 je odbor Fundacije Principe de Asturias potrdil preimenovanje institucije in nagrad v "Princesa de Asturias", po dedinji španske krone, princesi Leonor de Borbón.  Leta 2015 je bila v kategoriji mednarodnega sodelovanja nagrada dodeljena Wikipedii.
Nagradam Princesa de Asturias je leta 2005 UNESCO priznal "izjemen doprinos človeški kulturni dediščini". 

## Ustanovitev Fundacije
Prvi je ustanovitev fundacije, ki je sprva nosila ime Fundacija kneževine Asturias, kasneje pa postala Fundacija Príncipe de Asturias, predlagal novinar Graciano García García:
Za Asturce je imela [Carta Magna leta 1978] poseben pomen, saj je povrnila najpomembnejše ustanove v naši zgodovini: naslov Príncipe de Asturias za dediča Krone in status kneževine za našo pokrajino. V teh okoliščinah se je porodila ideja o ustanovitve fundacije, ki bi vzpostavila vezi med princem in njegovo kneževino ter ta odnos podpirala preko spodbude kulture in mednarodnega sodelovanja. 
Ustava Fundacije je bila podpisana 24. septembra 1980, s slovesnostjo v Oviedu. Ustanovitvi so prisostvovali takratni princ Filip, kralj Juan Carlos I. in kraljica Sofia.

## Organizacija
Nagrade Princesa de Asturias letno podeljujejo v Oviedu, glavnem mestu avtonomne pokrajine Asturias, na slavnostni prireditvi v gledališču Campoamor. Podelitve se udeležujejo znane osebnosti iz španskega sveta kulture, podjetništva in športa, kakor tudi predstavniki regionalne in državne vlade.
Med letoma 1981 in 2013 je slovesnosti predsedoval takratni princ Filip, običajno v spremstvu kralja in kraljice. Princ se podelitve ni udeležil le leta 1984, ko mu je to preprečil študij. V času od njegove polnoletnosti do zveze s princeso Letizio, je častno mesto zasedal sam. Odkar je bil leta 2014 okronan za kralja, predsedstveno vlogo opravlja v imenu najstarejše hčere, princese Leonor, ki bo predvidoma sčasoma položaj prevzela sama.
Vsako nagrado sestavlja diploma, kip Joana Miroja, znamenje z grbom Fundacije Príncipe de Asturias in finančna nagrada v višini 50.000 evrov.
Kandidate za nagrado smejo predlagati pretekli prejemniki, posamezniki in ustanove, ki prejmejo povabilo Fundacije, španska veleposlaništva, diplomatski predstavniki znotraj Španije in priznane ugledne ustanove.

## Zgodovina
Nagrade Princesa de Asturias so prvič podelili 3. oktobra 1981 (takrat kot Nagrade Príncipe de Asturias), v gledališču Campoamor v Oviedu. Datumi podelitev so določeni v skladu z urnikom kraljeve družine, kljub temu pa se točen termin določi vsaj leto dni pred podelitvijo. Leta 1994 se kot neuradni standardni termin uveljavi zadnji oktobrski petek, v kolikor ta ne sovpada s prostimi dnevi ob Dnevu spomina na mrtve.
Sprva so bile nagrade namenjene le posameznikom in ustanovam, ki delujejo na hispanoameriškem področju. Po obeleženju 10. obletnice ustanovitve Fundacije Príncipe de Asturias leta 1990 je bil po dolgi razpravi sprejet sklep o razširitvi kandidatur na svetovno raven, kar je prispevalo tudi k večji mednarodni veljavi nagrad. Prvih nekaj let sta podoba in protokol predaje doživljala redne spremembe, trenutni sistem pa velja od leta 1998. 
Podelitev je leta 2017 zaznamoval Katalonski separatizem. Poleg vsakoletne demonstracije v podporo republikanizmu se je pred gledališčem Campoamor odvil tudi shod za enotnost Španije z več sto udeleženci. Na takratni podelitvi je nagrado za mednarodno povezovanje prejela Evropska unija, zaradi česar so se slovesnosti udeležili predsednik Evropskega sveta Donald Tusk, predsednik Evropske komisije Jean-Claude Juncker in predsednik Evropskega parlamenta, Antonio Tajani. Tusk je v svojem govoru odločno podprl centralno vlado in s tem potrdil popolno podporo Evropske unije Madridu. Slovesnost se je končala z govorom kralja, ki je potrdil, da se bo katalonsko vprašanje reševalo preko ustave. Prireditve se je udeležil tudi predsednik vlade Mariano Rajoy, kar se je zgodilo prvič po mandatu Leopolda Calvo-Soleta. 

## Kategorije
Ob ustanovitvi so nagrade podeljevali v šestih kategorijah: umetnost, socialne vede, komunikacija in humanistika, mednarodno sodelovanje (sprva ibero-ameriško sodelovanje), znanstveno in tehnično raziskovanje ter literatura. Nagrada za soglasnost je bila prvič podeljena leta 1986, najnovejša pa je nagrada za dosežke na športnem področju, ki je bila dodana leta 1987. 
Trenutno Nagrade Princesa de Asturias obsegajo osem kategorij;
- Nagrada Princesa de Asturias za komunikacijo in humanistiko
- Nagrada Princesa de Asturias za socialne vede
- Nagrada Princesa de Asturias za umetnosti
- Nagrada Princesa de Asturias za literaturo
- Nagrada Princesa de Asturias za znanstveno in tehnično raziskovanje
- Nagrada Princesa de Asturias za mednarodno sodelovanje
- Nagrada Princesa de Asturias za soglasnost
- Nagrada Princesa de Asturias za šport